# Hrehory Bogusław Kazimierz Stankiewicz
Hrehory (Grzegorz) Bogusław Kazimierz Stankiewicz Billewicz herbu Mogiła – ciwun gondyński w latach 1649-1673, podczaszy żmudzki w latach 1635-1649.
Poseł na sejm 1653 roku.